# Michael Kukrle
Michael Kukrle (17 de noviembre de 1994) es un ciclista profesional checo que desde 2025 milita en las filas del conjunto ATT Investments. 

## Palmarés
2018
- 1 etapa del Gran Premio Ciclista de Gemenc
- 3.º en el Campeonato de la República Checa Contrarreloj
- 1 etapa del Tour de la República Checa[1]
- Vuelta a Bohemia Meridional

2020
- Dookoła Mazowsza,[2] más 1 etapa

2021
- Campeonato de la República Checa en Ruta
- Memoriał Henryka Łasaka

2022
- 1 etapa del Circuito de las Ardenas
- Tour de Loir-et-Cher
- Tour del Pays de Montbéliard, más 1 etapa
- 2.º en el Campeonato de la República Checa Contrarreloj

2023
- Memoriał Henryka Łasaka
- Memoriał Jana Magiery
- 1 etapa del Giro del Friuli Venezia Giulia

2024
- 2.º en el Campeonato de la República Checa en Ruta

## Resultados en Grandes Vueltas y Campeonatos del Mundo
| Carrera         | Carrera         | 2016 | 2017 | 2018 | 2019 | 2020 | 2021 | 2022 | 2023 | 2024 |
| --------------- | --------------- | ---- | ---- | ---- | ---- | ---- | ---- | ---- | ---- | ---- |
|                 | Giro de Italia  | —    | —    | —    | —    | —    | —    | —    | —    | —    |
|                 | Tour de Francia | —    | —    | —    | —    | —    | —    | —    | —    | —    |
|                 | Vuelta a España | —    | —    | —    | —    | —    | —    | —    | —    | —    |
| Mundial en Ruta | Mundial en Ruta | —    | —    | Ab.  | —    | —    | Ab.  | 59.º | —    | —    |

—: no participa

Ab.: abandono